# Charlotte Rose
Charlotte Rose es una deportista estadounidense que compite en vela en la clase Laser Radial. Ganó una medalla de plata en el Campeonato Mundial de Laser Radial de 2024.

## Palmarés internacional
| \| Campeonato Mundial \| Campeonato Mundial \| Campeonato Mundial \| Campeonato Mundial \| \| Año \| Lugar \| Medalla \| Clase \| \| ------------------ \| ------------------------ \| ------------------ \| ------------------ \| \| 2024 \| Buenos Aires (Argentina) \| Medalla de plata \| Laser Radial \| |                          |                  |              |
| Campeonato Mundial |                          |                  |              |
| Año | Lugar                    | Medalla          | Clase        |
| 2024 | Buenos Aires (Argentina) | Medalla de plata | Laser Radial |